# Sepedon hecate
Sepedon hecate is een vliegensoort uit de familie van de slakkendoders (Sciomyzidae). De wetenschappelijke naam van de soort is voor het eerst geldig gepubliceerd in 2009 door Elberg, Rozkosny & Knutson.